# Sarcanthopsis hansemannii
Sarcanthopsis hansemannii är en orkidéart som först beskrevs av Friedrich Fritz Wilhelm Ludwig Kraenzlin, och fick sitt nu gällande namn av Jeffrey James Wood och Paul Ormerod. Sarcanthopsis hansemannii ingår i släktet Sarcanthopsis och familjen orkidéer. Inga underarter finns listade i Catalogue of Life.